# Theodor Maassen
Johann Michael Theodor Maassen, auch Theodor Maaßen (* 1. Februar 1817 in Aachen; † 27. Mai 1886 in Düsseldorf), war ein deutscher Historien- und Genremaler der Düsseldorfer Schule.

## Leben und Rezeption
Maassen wurde in der Cöllenstraße Nr. 1050 (Kleinkölnstraße 14) in Aachen geboren. Bereits in jungen Jahren besuchte er die Kunstakademie Düsseldorf, wo er 1834 als Schüler von Karl Ferdinand Sohn vermerkt ist. Als der kunstsinnige preußische Diplomat Atanazy Raczyński am 20. April 1838 Düsseldorf besuchte, bemerkte er Maassens „außerordentlich fleißig ausgeführtes Bild“ Ein Mönch und ein Pilger in einer Landschaft. Bereits 1836 hatte er ihn in seinem Werk Die neuere deutsche Kunst als Schüler Sohns erfasst. Maassen gehörte zu den Mitgliedern des Künstlervereins Malkasten. 1851 heiratete Maassen Elisabeth Trimborn, die 1877 aus dem Leben schied. Der Schriftsteller Adalbert Stifter beschrieb Maassens Gemälde Der Klosterorganist, das er auf einer Ausstellung des Linzer Kunstvereins gesehen hatte, als „so schön, wie es Weniges in unserer Zeit und in der Kunst überhaupt gibt.“ Wolfgang Müller von Königswinter klassifizierte Maassen als einen Düsseldorfer Nazarener, als einen der Maler, deren Arbeiten aus dem religiösen Geiste der Meister des Apollinarisberges hervorgegangen sind.

## Werke (Auswahl)
- Ein Mönch und ein Pilger in einer Landschaft, 1838
- Boas und Ruth, vor 1843[6]
- Der Klosterorganist